# Schwimmendes Gerät

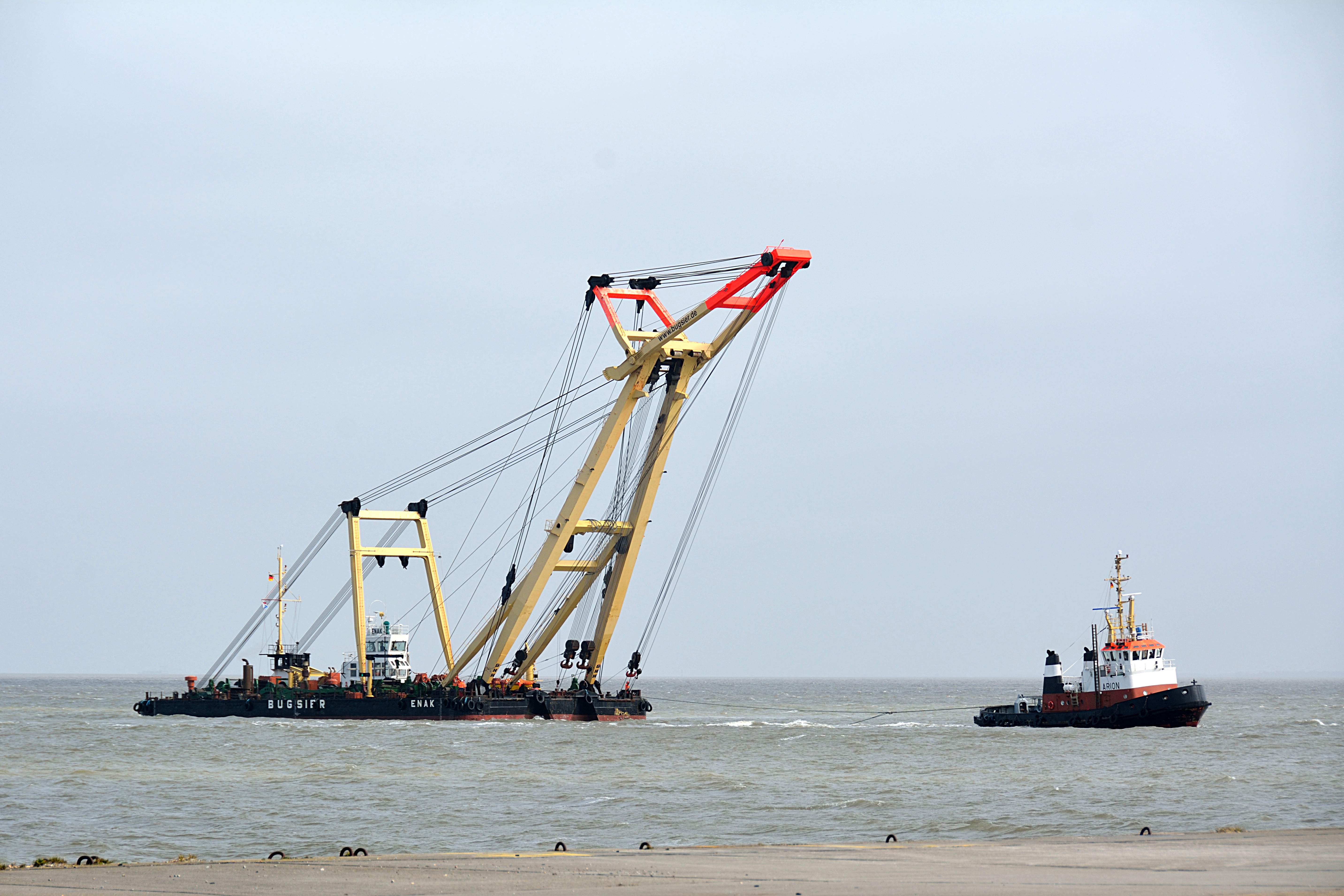
Schwimmkran „Enak“ im Schlepp vor Cuxhaven

Ein schwimmendes Gerät ist nach verschiedenen Schifffahrtsordnungen in Deutschland, Österreich und der Schweiz „eine schwimmende Konstruktion mit mechanischen Einrichtungen, die dazu bestimmt ist, auf Wasserstraßen oder in Häfen zur Arbeit eingesetzt zu werden, wie z. B. Bagger, Elevator, Hebebock, Kran“.
Schwimmende Geräte sind mit dem Untergrund nicht dauerhaft fest verbunden. Sie können mit einem eigenen Antrieb ausgestattet sein, werden jedoch oft von anderen Fahrzeugen an ihren Einsatzort geschleppt oder geschoben. Durch eigene Tag- und Nacht-Kennzeichen (Flaggen, Bälle, Positionslichter) sind sie von anderen Fahrzeugen zu unterscheiden.
Aufgrund ihrer Eigenarten (eingeschränkte Manövrierfähigkeit, Einsatzzweck) gelten für eine Annäherung an schwimmende Geräte und ein Passieren besondere Ausweichregeln.